# Биг Бас Лејк (Пенсилванија)
Биг Бас Лејк (енгл. Big Bass Lake) насељено је место без административног статуса у америчкој савезној држави Пенсилванија.

## Демографија
По попису из 2010. године број становника је 1.270.
| Група             | 2000.    | 2010.         |
| Белци             | 0 (0,0%) | 1.158 (91,2%) |
| Афроамериканци    | 0 (0,0%) | 29 (2,3%)     |
| Азијати           | 0 (0,0%) | 11 (0,9%)     |
| Хиспаноамериканци | 0 (0,0%) | 63 (5,0%)     |
| Укупно            | 0        | 1.270         |